# Mailhac
Mailhac è un comune francese di 581 abitanti situato nel dipartimento dell'Aude nella regione dell'Occitania.
Il nome di Mailhac non sarà sconosciuto di sicuro agli archeologi dato che il villaggio ha dato il suo nome a un'epoca della nostra storia: ‘le mailhacien” in francese. Ciò è accaduto intorno al 1930 quando due fratelli, Jean e Odette Taffanel, scoprono dei resti celati qui tra le vigne… e così che una zona di coltivatori di vino appassionati si scoprono anche archeologi poi rispettati dal mondo intero.
I resti scoperti sulla collina di Cayla sono quelli di un oppidum (tipo di villaggio protostorico), successivamente occupato dal VIII al II secolo A.C. Si tratta di uno dei primi agglomerati di case della regione. Altra particolarità, ciò fa anche come periodo di transizione tra l’Epoca del Bronzo e quella del Ferro, è appunto questo periodo transitorio che prende il nome dal villaggio di Mailhac. Nel tempo altri agglomerati o necropoli son stati trovati nella zona, anche nella piana sottostante, cosa che dimostra come al tempo la vita di quei popoli si alternasse tra zona alta e bassa, a seconda dei bisogni, magari per protezione, e probabilmente quindi delle stagioni.
Chi erano questi primi Mailhaciens?
Una popolazione celta nominata gli Elisyqui, di cui la capitale era Naro (oppidum de Montlaures vicino a Narbonne) e di cui Pech Malo (Sigean) era uno dei luoghi commerciali di maggiore importanza. L’oppidum di Cayla aveva un ruolo centrale in quanto controllava la rotta verso L’Ovest.
Esposto completamente a sud, il territorio del Minervois è compreso tra la montagna nera, a nord, e il canale di Midi, a sud, che traccia una linea di vita nel cuore dell’entroterra. I vitigni che si sviluppano sui suoi terreni calcari o argillosi, a altezze variabili, produce dei vini unici e rinomati per questo in tutto il mondo. Il territorio è ugualmente associato alla militanza e cooperazione vinicola. Questo perché agli inizi del XX secolo potevamo trovare a Mailhac e nei villaggi vicini differenti cave cooperative. E nonostante a oggi il loro numero sia diminuito, i valori di questa sinergia collettiva sono stati trasmessi alle generazioni successive.
La rivolta dei viticoltori del Languedoc nel 1907 è iniziata proprio da queste parti. Marcelin Albert, originario del villaggio d’Argeliers, a pochi km da Mailhac, è una delle figure storiche di questo combattimento per la difesa della solidarietà e per il mantenimento della qualità del vino, negli anni in cui la globalizzazione aveva già cominciato a tracciare i passi del suo cammino. Sarà lui il sollevatore iniziale della rivolta e riuscirà a portare migliaia di persone a manifestare a Narbonne, e limitare così in queste zone i danni di una industrializzazione imperialista selvaggia.

## Società

### Evoluzione demografica
Abitanti censiti